# Мегезайн (Арканзас)
Мегезайн (англ. Magazine) — город, расположенный в округе Логан (штат Арканзас, США) с населением в 915 человек по статистическим данным переписи 2000 года.

## География
По данным Бюро переписи населения США город Мегезайн имеет общую площадь в 4,4 квадратных километров, водных ресурсов в черте населённого пункта не имеется.
Мегезайн расположен на высоте 152 метра над уровнем моря.

## Демография
По данным переписи населения 2000 года в Мегезайне проживало 915 человек, 261 семья, насчитывалось 347 домашних хозяйств и 394 жилых дома. Средняя плотность населения составляла около 212,8 человек на один квадратный километр. Расовый состав Мегезайна по данным переписи распределился следующим образом: 97,38 % белых, 0,66 % — коренных американцев, 0,11 % — азиатов, 1,64 % — представителей смешанных рас, 0,22 % — других народностей. Испаноговорящие составили 0,66 % от всех жителей города.
Из 347 домашних хозяйств в 34,3 % — воспитывали детей в возрасте до 18 лет, 55,0 % представляли собой совместно проживающие супружеские пары, в 14,1 % семей женщины проживали без мужей, 24,5 % не имели семей. 21,6 % от общего числа семей на момент переписи жили самостоятельно, при этом 13,0 % составили одинокие пожилые люди в возрасте 65 лет и старше. Средний размер домашнего хозяйства составил 2,64 человек, а средний размер семьи — 3,02 человек.
Население города по возрастному диапазону по данным переписи 2000 года распределилось следующим образом: 29,1 % — жители младше 18 лет, 7,8 % — между 18 и 24 годами, 25,8 % — от 25 до 44 лет, 22,2 % — от 45 до 64 лет и 15,2 % — в возрасте 65 лет и старше. Средний возраст жителей составил 35 лет. На каждые 100 женщин в Мегезайне приходилось 101,1 мужчин, при этом на каждые сто женщин 18 лет и старше приходилось 91,4 мужчин также старше 18 лет.
Средний доход на одно домашнее хозяйство в городе составил 27 438 долларов США, а средний доход на одну семью — 31 534 доллара. При этом мужчины имели средний доход в 23 182 доллара США в год против 17 656 долларов среднегодового дохода у женщин. Доход на душу населения в городе составил 14 441 доллар в год. 13,8 % от всего числа семей в населённом пункте и 18,1 % от всей численности населения находилось на момент переписи населения за чертой бедности, при этом 24,5 % из них были моложе 18 лет и 14,3 % — в возрасте 65 лет и старше.